# Lilium amabile
Pour les articles homonymes, voir Lilium (homonymie) et Lys (homonymie).
Genre
Lilium amabile est une espèce de plantes à fleurs de la famille des Liliaceae et du genre Lilium. L'épithète spécifique amabile vient du latin ; il signifie « adorable ».

## Description

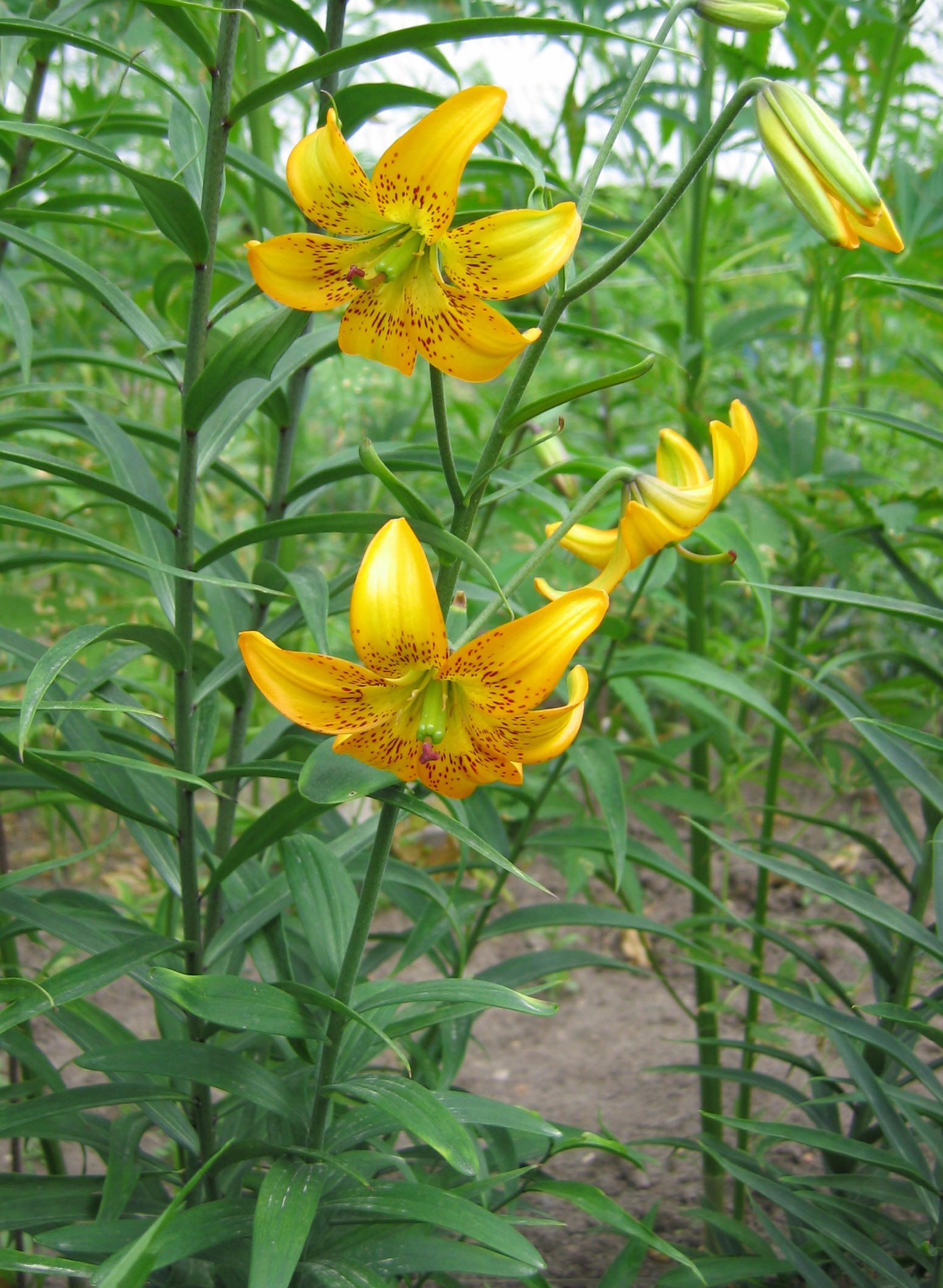
Fleurs et feuilles.

Ce Lys est une plante vivace bulbeuse haute de 40 à 80 cm. L'ampoule mesure de 2,5 à 3 cm de diamètre. Les fleurs sont solitaires ou en grappe de trois. Les sépales et les pétales sont rouges, parfois rouge-orangés ou jaunes. La plante a été décrite comme ayant une désagréable odeur de pourriture. 

## Répartition
Ce Lys est originaire de la province chinoise du Liaoning et de la Corée.  